# دارين براتلي
دارين براتلي (بالإنجليزية: Darren Pratley)‏ (22 أبريل 1985 في المملكة المتحدة - ) هو لاعب كرة قدم بريطاني في مركز الوسط. لعب مع بولتون واندررز وسوانزي سيتي ونادي برينتفورد ونادي فولهام.

## وصلات خارجية
- دارين براتلي على موقع قاعدة بيانات كرة القدم.إي يو (الإنجليزية)
- دارين براتلي على موقع Soccerbase.com (لاعب) (الإنجليزية)
- دارين براتلي على موقع Soccerway.com (الإنجليزية)
- دارين براتلي على موقع عالم كرة القدم.نت (الإنجليزية)